# Давід Адді
Давід Адді (англ. David Addy, нар. 21 лютого 1990, Прампрам) — ганський футболіст, захисник португальського клубу «Віторія» (Гімарайнш) та національної збірної Гани.

## Клубна кар'єра
Народився 21 лютого 1990 року. Вихованець юнацьких команд футбольних клубів «Аделаїд» та «Інтер Еллайс».
У дорослому футболі дебютував 2005 року виступами за команду клубу «Алл Старз», в якій провів два сезони. 
Протягом 2008—2010 років захищав кольори команди данського «Раннерса».
Своєю грою за останню команду привернув увагу представників тренерського штабу клубу «Порту», до складу якого приєднався 2010 року. До основного складу цього клубу пробитися не зміг, натомість був відданий в оренду, споачтку до «Академіки» (Коїмбра), а згодом до грецького «Панетолікоса».
До складу клубу «Віторія» (Гімарайнш) приєднався 2012 року.

## Виступи за збірні
2009 року  залучався до складу молодіжної збірної Гани. На молодіжному рівні зіграв у 15 офіційних матчах.
2008 року дебютував в офіційних матчах у складі національної збірної Гани. Наразі провів у формі головної команди країни 8 матчів.

## Титули і досягнення
- Володар Кубка Португалії: 2012-13
- Володар Суперкубка Португалії: 2012
- Володар Кубка Фінляндії: 2019
- Чемпіон Африки (U-20): 2009
- Переможець Молодіжного чемпіонату світу: 2009